# Ормениш (Муреш)
Ормениш (рум. Ormeniș) насеље је у Румунији у округу Муреш у општини Виишоара. Oпштина се налази на надморској висини од 349 m.

## Становништво
Према подацима из 2002. године у насељу је живело 395 становника.

### Попис2002.
| Расподела становништва по националности 2002.‍ | Расподела становништва по националности 2002.‍ | Расподела становништва по националности 2002.‍ | Расподела становништва по националности 2002.‍ | Расподела становништва по националности 2002.‍ |
| --------------------------------------------- | --------------------------------------------- | --------------------------------------------- | --------------------------------------------- | --------------------------------------------- |
|                                               |                                               |                                               |                                               |                                               |
| Румуни                                        | Румуни                                        |                                               | 171                                           | 43,5%                                         |
| Мађари                                        | Мађари                                        |                                               | 9                                             | 2,3%                                          |
| Роми                                          | Роми                                          |                                               | 183                                           | 46,6%                                         |
| Немци                                         | Немци                                         |                                               | 30                                            | 7,6%                                          |